# رون ويزلي
رون بيلييس آرثر ويزلي (بالإنجليزية: Ron Bilius Arthur Weasley) شخصية خيالية من سلسلة هاري بوتر للمؤلفة البريطانية ج. ك. رولنغ، وهو ساحر ينحدر من آل ويزلي نقية الدم وهو الابن السادس وقبل الأخير فيها، وأفضل أصدقاء هاري بوتر. من أصدقائه أيضاً هيرمايني غرينجر التي أصبحت زوجته.

## المولد والنشأة
وُلد رونالد بيليوس ويزلي في 1 مارس 1980  لأبوين من السحرة هما آرثر ومولي ويزلي، ويحتل في عائلته الترتيب السادس، الأمر الذي حرمه من الكثير من الكماليات، ومتطلبات الرفاهية.
نشأ رون في أسرة فقيرة، وكبيرة العدد، لكنها أسرة محبة ومتعاونة، وجاءت نشأته مع شقيقيه الذين يكبرانه التوأم جورج وفريد ويزلي، وشقيقته الصغرى جيني ويزلي، ما جعله ضحية مستمرة لمشاغبات التوأم وصخبهما الأمر الذي قلل من ثقته بنفسه وجعله انطوائياً بعض الشيء.
لا يوجد شيء في الأسرة يمكن أن يفعله رون ولم يفعله أحد أشقائه من قبله، أخوه البكر بيل أصبح رئيس الطلاب في أيام دراسته في هوجوورتس، وتخرج بدرجات عالية، وأخوه الثاني تشارلي كان كابتن فريق الكويدتش في المدرسة، كما أنه كان لاعباً بمهارة أسطورية، وأخوه الثالث بيرسي أصبح التلميذ المثالي، وتخرج من هوجوورتس بأعلى الدرجات، ويحتل أخواه التوأم مكانة كبيرة في المدرسة بفضل وضعهما كزعيمي المشاغبين، وموهبتهما السحرية، ودرجاتهما العالية، كما أن جيني أقوى من رون سحرياً.
هذا الأمر جعل رون مهتز الشخصية، وجباناً بعض الشيء، لكنه لم يضعف صفاته الأصيلة من كرم في النفس، وشجاعة، وذكاء.
أيضاً، رون لا يملك أبداً شيئاً يخصه، فهو يأخذ عصا تشارلي السحرية، وثياب بيل المدرسية، وفأر بيرسي الأليف، الأمر الذي جعله حساساً جداً حيال وضع أسرته المادي، مقارنة بثراء صديقه هاري بوتر الذي ورث ثروة طائلة عن والديه، وصديقته هرمايني غرينجر الابنة الوحيدة.
ككل أفراد أسرته، صُنف رون في منزل جريفندور، وهُناك توطدت صداقته بهاري بوتر الذي التقاه في قطار هوجوورتس السريع، كما أنه تعرف على هرمايني غرينجر صديقته المقربة التي سيقع في غرامها بعد خمس سنوات.
كان رون تلميذاً شهيراً بشكل أو بآخر، بسبب صداقته لهاري بوتر الشهير، وشهرة إخوته السابقين، لكنه استبعد دائماً من المقارنة، فهو لم يكن بشهرة أو موهبة هاري بوتر، ولا بذكاء هرمايني غرينجر، ولا حتى بقوة أخته جيني ويزلي، لذا استبعده أستاذ الوصفات هوراس سلوغهورن من ناديه الذي دعا إليه أصدقاءه.
ظهرت غيرة رون من هاري بوتر بوضوح في كتاب هاري بوتر وكأس النار عندما أصر على أن هاري هو من وضع اسمه في كأس النار طلباً لمزيد من الشهرة، كما أن حبه لهرمايني ظهر في هذا الجزء عندما استشاط غضباً من انجذابها إلى فيكتور كرام.
يسير رون مع هاري وهرمايني دائماً، ويخوضون مغامراتهم سوية مشكلين ما يشبه العصابة.
في سنته الأولى في هوجوورتس تلقى رون تقديراً خاصاً، وكشف عن شجاعته وذكائه في لعبة الشطرنج العملاقة التي أعاقتهم عن الوصول إلى حجر الفلاسفة، حيث تطلبت اللعبة من رون ذكاء كبيراً، وتضحيته بنفسه لينجو بصديقيه من المآزق في لعبة الشطرنج المميته، وفي عامه الثاني طار إلى هوجوورتس مع هاري بسيارة فورد أنجلينيا استعارها أبوه من وزارة السحر مسبباً دمارها وكسر عصاه، فعرضته أمه لإحراج علني بإرسال نابح إليه على مائدة الغداء قام بتوبيخه أمام كل التلاميذ، بعدها عمل رون مع هاري وهرمايني لاكتشاف وريث سليذرين وفاتح حجرة الأسرار، كشف رون عن حساسية كبيرة حينما قام بضرب دراكو مالفوي عندما دعا صديقته هرمايني بذات الدم العكر، ورغم أن التعويذة ارتدت عليه لتسبب له مرضاً غريباً جعله يتقيأ البزاق لبعض الوقت إلا أنه أبدا ثباتاً كبيراً عندما أخذه صديقاه إلى كوخ هاجريد لرعايته هناك، مع حساسيته لم يكتشف رون أن أخته جيني كانت تحت تأثير توم ريدل الذي قادها إلى فتح حجرة الأسرار من جديد.
مع اقتراب نهاية السنة اختطف الوريث أخته فحاول رون إنقاذها برفقة هاري، لكنه تخلف عنه بعد أن انهار الجدار ليفصل بينهما، وذهب هاري وحده لإنقاذ جيني.
في العام الثالث في هوجوورتس، خبر رون ورفيقاه أموراً جديدة، الديمنتورات، هوغسميد، مطاردة سيرياس بلاك لهاري بوتر، كما شهد خلافاً شديداً بين رون وهرمايني على خلفية اتهامه لقطها كروكشانكس بأكل فأره الأليف سكابرز، الفأر الذي سيكتشف أنه لم يكن غير الساحر المتحول بيتر بيتيغرو، الشخص الذي سلم والدي هاري إلى لورد فولدمورت، وتسبب في سجن سيرياس بلاك اثني عشر عاماً في أزكابان بلا سبب.
في عامه الرابع تظهر وحدته جلياً، فهو ليس ذكياً كهرمايني، ولا شهيراً كهاري، ولا ينظر إليه أي شخص طالما هما موجودان في الغرفة، لذا يختلف مع هاري، كما يختبر الغيرة التي ينكرها، والتي كان مبعثها حبه الخفي لهرمايني.
في سنته الخامسة يقاتل رون ببسالة في معركة دائرة الغرائب والأسرار، ويتعرض لإصابات خطيرة بعد أن هاجمته مجموعة من الأدمغة، كما أنه يصبح التلميذ المثالي، وحارس المرمى في فريق الكويدتش، وفي سنته السادسة يختبر الحب، والانجذاب الجسدي، ويعرف معنى الشهرة والإنجاز.
انجذب رون انجذاباً خفيفاً إلى فلورا ديلاكور زوجة شقيقه بيل في عامه الرابع عشر تحت تأثير تعويذة سحرية، كما أنجذب إلى بعض زميلاته.
تبلورت طموحات رون الطالب العادي ليطمح في الوصول إلى مرتبة مقاتل ضد فنون السحر الأسود.

## الصفات والقدرات
رون طويل القامة، شعره أحمر ووجهه منمش ككل أفراد أسرته.
يميل رون إلى الفكاهة، ويصبح حكيماً بعض الأحيان، هو أكثر معرفة بالعالم السحري من صديقيه لكونه ساحراً خالصاً، لكنه لا يستخدم معرفته أبداً لإظهار تفوقه عليهما، يميل إلى التضحية بذاته، لكنه سريع التراجع، كثير التهيب، يبدي قلقاً ومحافظة.
ككل أفراد أسرته الذين يعاملهم المجتمع السحري على أنهم خونة للدم، لا يعادي رون ذوي الأصول العامية، أو العامة، ولا يعتقد أن جنس السحرة أرقى من الآخرين، يميل إلى معاملة الجميع بشكل عادل، ويكره آل مالفوي بشدة.
يبدي رون سلوكاً محافظاً إزاء أخته، فهو لا يحب رؤيتها تخرج مع الشبان، ويستشيط غضباً عند رؤيتها تقبل صديقها، كما أنه يتقبل علاقتها بهاري بوتر على مضض.
لا يمتلك رون أي قدرات خاصة، ولا أي براعة في أي شيء عدا الشطرنج، مع ذلك يتدبر أمره في دراسته بمساعدة رفيقيه، كما أنه يجتاز معهما العديد من المغامرات المميتة.
عصا رون التي يبلغ طولها أربعة عشر إنشاً وبها شعرة من الحصان وحيد القرن تدل على قوته السحرية، وطيبته، لأن الحصان مخلوق نادر وشديد البراءة.
تبدت طبيعة رون المترددة في تأخره في اتخاذ قرار الاعتراف بحبه لهرمايني.
رون يملك بتروناس على شكل كلب صيد

## المستقبل
يساعد رون هاري بوتر في تدمير الهوركروكسات فيقوم بتدمير سلسال سالازار سليذرين باستخدامة سيف جودريك غريفندور وفي النهاية يتزوج رون من هرمايني غرينجر وينجبان معاً ابنين فتاة وصبي يسمسانهما روز وهوغو